# Molsheim
Molsheim (Molse en alsaciano) es una localidad y comuna francesa situada en el departamento de Bajo Rin, región cultural de Alsacia, Gran Este.

## Demografía
| 4955 | 5739 | 6649 | 6928 | 7973 | 9335 |
| Para los censos de 1962 a 1999 la población legal corresponde a la población sin duplicidades (Fuente: INSEE [Consultar]) |      |      |      |      |      |

## Personajes célebres
- Berthold II de Bucheck
- François-Joseph Westermann (1751-1794), militar.
- Camille Schneider
- Henri Meck
- Bruno Franz Leopold Liebermann
- Ettore Bugatti (1881-1947), empresario.

## Patrimonio
- Iglesia des Jésuites, siglo XVII
- Priorato de la Chartreuse, 1598

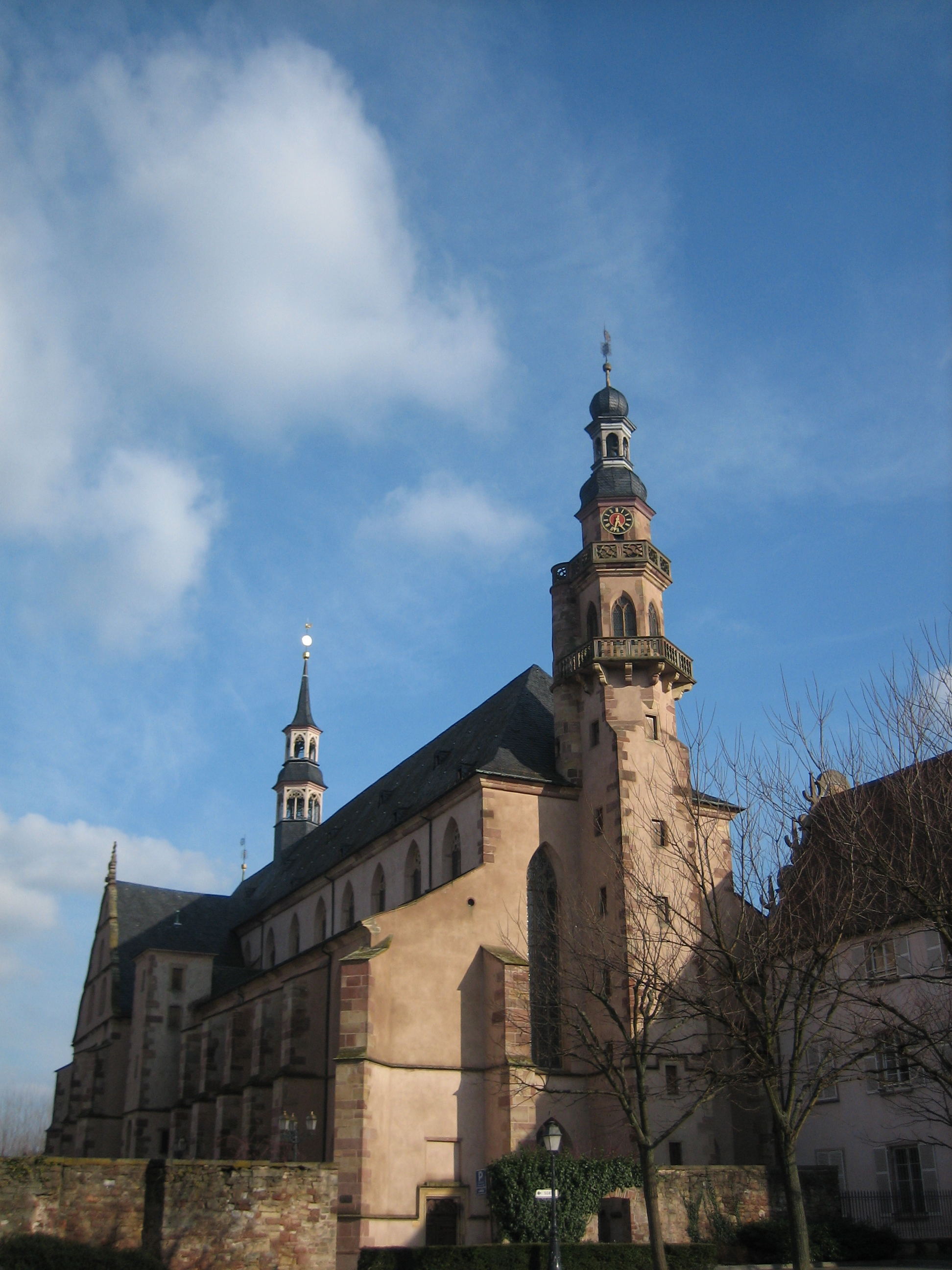
Iglesia de los Jesuitas.

- Metzig, edificio típico de la arquitectura alsaciana, construido hacia 1525, edificado por la Corporation des bouchers

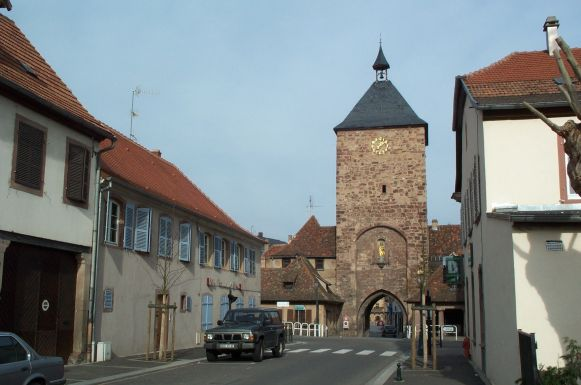
Puerta de los Forgerons.

- Puerta des Forgerons, siglo XIV Puerta de los Forgerons.